# Sideridis rosea
Sideridis rosea là một loài bướm đêm trong họ Noctuidae.